# 藤森悠二
藤森 悠二（ふじもり ゆうじ、1947年 - ）は、日本の洋画家。

## 人物・経歴
1947年東京都台東区生まれ。1970年千葉商科大学商経学部卒業、ならびに寛永寺坂美術研究所修了。大学在学中に太平洋美術学校にて大谷幸一に師事。1969年に太平洋美術会展で「遠い視線」が初入選。1972年スペインベジャスアルテス・サンフェルナンド美校修了。1976年日本肖像芸術会展受賞。1977年新彩美術会結成。1978年日本肖像芸術会展特選。1989年一創会会員。